# Antipaluria caribbeana
Antipaluria caribbeana is een insectensoort uit de familie Clothodidae, die tot de orde webspinners (Embioptera) behoort. De soort komt voor in Venezuela.
Antipaluria caribbeana is voor het eerst wetenschappelijk beschreven door Edward S. Ross in 1987. Het holotype werd gevangen nabij Ocumare de la Costa de Oro.